# Llac Eduard
El llac Eduard (en anglès: Lake Edward) és una unitat lacustre ubicada al centre del continent africà, i conforma un dels sis grans llacs d'Àfrica. Es troba al centre de la gran vall del Rift, a la frontera entre la República Democràtica del Congo i Uganda, uns quants quilòmetres al sud de l'equador.
El llac es troba a 920 msnm, té 77 km d'ample per 40 de llarg en els seus extrems, i és el 15è més gran del continent.
Aquest llac és alimentat pels rius Nyamugasani, Ishasha, Rutshuru, i Rwindi. La desembocadura natural es troba al seu extrem nord, des d'on descendeix el riu Semliki cap al llac Albert. Té una altra via de desguàs per mitjà del canal Kazinga, que dirigeix part de les aigües cap al llac Jordi (lake George), en direcció nord-est.
Fou descobert pel món occidental per l'explorador Henry Morton Stanley el 1888, i fou batejat com a llac Eduard en honor del llavors príncep de Gal·les i posterior monarca britànic Eduard VII del Regne Unit. Durant la dictadura d'Idi Amin a Uganda, el llac fou rebatejat com a llac Idi Amin, encara que després de la seva caiguda recuperà el nom "original".

## Ecologia

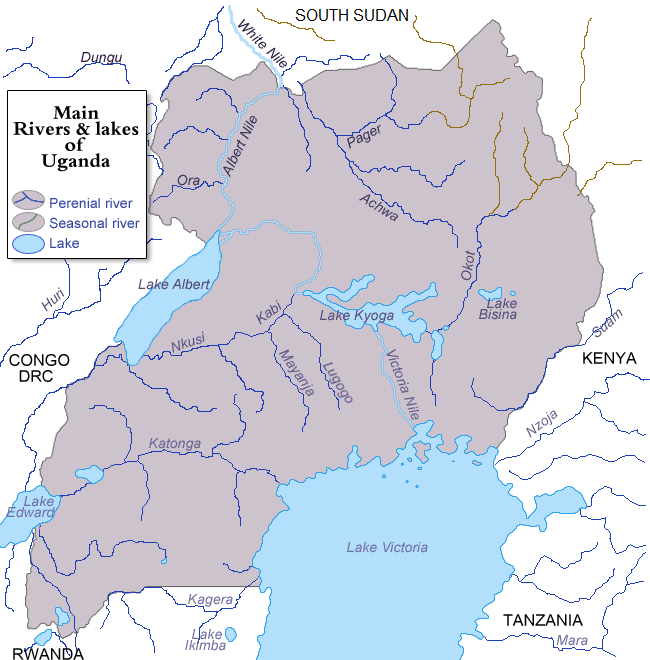
Rius i llacs d'Uganda.

Al llac Eduard, hi ha moltes espècies de peixos, incloent-hi els Bagrus docmac, Sarotherodon niloticus, Sarotherodon leucostictus, i unes 50 espècies del gènere Haplochromis (de les quals, sols 8 han estat descrites). El llac és una important font de treball per a les comunitats riberenques, que dediquen a la pesca gran part del seu temps. La fauna de la zona (composta per ximpanzés, elefants, cocodrils i lleons) es troba protegida gràcies a l'existència del Parc Nacional dels Virunga a la República Democràtica del Congo, i al Parc Nacional Queen Elizabeth a Uganda.